# Gentleman Killer
Pour plus de détails, voir Fiche technique et Distribution.

Gentleman Killer (Gentleman Jo... uccidi) est un western spaghetti italo-espagnol réalisé en 1967, par Giorgio Stegani.

## Synopsis
L'action se passe dans une petite ville frontalière à la lisière du Mexique. La ville actuellement américaine est l'objet de négociations afin de déterminer si elle restera américaine ou si elle passera sous juridiction mexicaine. Les mexicains sous la direction du colonel Fernando Ferreras, certains du résultat des négociations, font régner la terreur dans la ville, d'autant que l'armée américaine a laissé la ville sans défense, seul son capitaine étant resté. 
Arrive par hasard un certain Jo Reeves, qui se fait gruger aux cartes, mais qui tire sur les tricheurs quand ces derniers le menacent. Le Capitaine intervient à temps pour éviter une tuerie. Il se trouve que le capitaine est le frère de Jo, ce dernier a été expulsé de l'armée à cause de sa passion pour le jeu et son père l'a renié.
Jo ayant réussi à prouver que le tricheur aux cartes est un mexicain, ce dernier est emmené par le capitaine qui l'emprisonne. Cela n'est pas du gout des mexicains qui passent à tabac le capitaine. Jo arrive trop tard pour sauver le capitaine qui meurt des suites de ses blessures, cependant il cache sa mort à la population, et endosse son costume afin de prendre sa place.
Jo, après avoir tué quelques membres de la bande, échoue à faire louper l'attaque d'un convoi chargé d'or organisé par le banquier, il arrive trop tard alors que le banquier et son escorte sont massacrés, il réussit néanmoins à tuer quelques-uns des bandits, revêtu de l'uniforme du capitaine.
Les bandits mexicains se rendent chez la femme du banquier, la soupçonnant de cacher le capitaine et enlèvent sa fille. Jo tue les deux bandits qui gardaient la femme et promet de retrouver sa fille.
Jo réussit à libérer la petite fille et à récupérer le butin de l'attaque, qu'il envoie par la fenêtre au repère des bandits où sont restés Muchachito et quelques autres. Quand Ferreras s'aperçoit de la disparition de l'argent, il se renseigne auprès de Vicky, une fille du saloon qui lui donne le nom de Muchachito, ce dernier va pour s'enfuir avec l'or, mais Ferreras arrive à temps, les hommes s'entretuent et Muchachito est éliminé. 
Jo tombe ensuite dans un guet-apens, les hommes de Ferreras le font boire de force et l'enferment dans une cave.
Plus tard, Vicky, trouve un stratagème pour libérer Jo, qui bien qu'ivre réussit à s'échapper. Furieux Ferreras s'empare de Vicky et la fait pendre par les mains afin de servir d'appât à Jo. Ce dernier réussit à libérer la jeune femme mais quand il veut affronter ce qui reste de la bande, il est à bout de forces et est repris.
Ferreras décide de faire fusiller Jo devant tout le village. Alors que le peloton d'exécution se met en place, des trompettes militaires retentissent stoppant la procédure. Les villageois pensant que c'est la cavalerie américaine qui arrive reprennent confiance. Mais c'est au contraire la cavalerie mexicaine qui pénètre dans la ville, acclamée par les bandits. Leur officier fait lecture du traité qui rattache la ville au Mexique, puis demande qui est le Colonel Ferreras, celui-ci se dévoile, et se fait immédiatement tuer par le militaire mexicain ainsi que ses complices. Il précise ensuite qu'il vient pour faire respecter l'ordre.
Jo repart seul au grand regret de Vicky. 

## Fiche technique
- Titre français : Gentleman Killer[1]
- Titre original italien : Gentleman Jo... uccidi
- Titre espagnol : Gentleman Jo[2]
- Réalisation : Giorgio Stegani (crédité comme  George Finley)
- Scénario : Jaime Jesús Balcázar
- Musique : Bruno Nicolai
- Sociétés de production : P.C. Balcázar, P.C. Alvaro Mancori[2]
- Supervision de la musique : Ennio Morricone
- Photographie : Francisco Marín
- Genre : Western spaghetti
- Pays :  Italie,  Espagne
- Durée : 97 min
- Date de sortie : 
  - Italie : 14 août 1967
  - Espagne : 20 février 1969
  - France : 10 février 1971[1]

## Distribution
- Anthony Steffen : Gentleman Jo Reeves / Shamango
- Eduardo Fajardo : Colonel Fernando Ferreras, hors la loi mexicain
- Silvia Solar : Vicky, une fille de saloon
- Anna Orso : Ruth Morrison
- Frank Oliveras : Morrison, le banquier
- Mariano Vidal Molina : le capitaine Clay Reeves (crédité comme Vidal Molina)
- Joaquín Blanco : Sam
- Benito Stefanelli : Larry
- Angel Lombarte : L'officier mexicain (crédité comme  Angel Lombarde)
- Antonio Iranzo : Bruce, dit "Muchachito"